# Chuck Hayes
Pour les articles homonymes, voir Hayes.
Chuck Hayes, né le 11 juin 1983 à San Leandro en Californie aux États-Unis, est un joueur américain de basket-ball évoluant au poste de pivot.

## Biographie
Il se présente à la draft 2005 de la NBA mais il n'est pas sélectionné, il signe néanmoins un contrat avec les Rockets.
Agent libre après avoir joué aux Rockets de Houston pendant ses six premières saisons en NBA, il s'engage avec les Kings de Sacramento mais le contrat est annulé, après la découverte d'une anomalie cardiaque lors d'un test d'effort. Mais, le 22 décembre 2011, après avoir finalement obtenu le feu vert des médecins pour poursuivre sa carrière NBA, Hayes signe bien aux Kings pour un contrat de 4 ans d'un montant de 21,3 millions de dollars.
Le 29 juillet 2015, il revient aux Rockets.

## Records sur une rencontre en NBA
Les records personnels de Chuck Hayes en NBA sont les suivants, :
| Type de statistique        | Saison régulière | Saison régulière                               | Saison régulière | Playoffs | Playoffs                | Playoffs      |
| Type de statistique        | Record           | Adversaire                                     | Date             | Record   | Adversaire              | Date          |
| -------------------------- | ---------------- | ---------------------------------------------- | ---------------- | -------- | ----------------------- | ------------- |
| Points                     | 21               | Suns de Phoenix                                | 14 mars 2011     | 12       | Jazz de l'Utah          | 23 avril 2007 |
| Paniers marqués            | 9                | Suns de Phoenix                                | 14 mars 2011     | 5        | Jazz de l'Utah          | 23 avril 2007 |
| Paniers tentés             | 15               | Suns de Phoenix                                | 14 mars 2011     | 8        | @ Lakers de Los Angeles | 17 mai 2009   |
| Paniers à 3 points réussis | -                | -                                              | -                | -        | -                       | -             |
| Paniers à 3 points tentés  | 1                | 14 fois                                        | 14 fois          | 1        | 5 fois                  | 5 fois        |
| Lancers francs réussis     | 8                | Warriors de Golden State                       | 24 novembre 2010 | 2        | 2 fois                  | 2 fois        |
| Lancers francs tentés      | 8                | 3 fois                                         | 3 fois           | 2        | 3 fois                  | 3 fois        |
| Rebonds offensifs          | 13               | @ Cavaliers de Cleveland                       | 23 février 2011  | 7        | Jazz de l'Utah          | 23 avril 2007 |
| Rebonds défensifs          | 13               | 2 fois                                         | 2 fois           | 8        | 2 fois                  | 2 fois        |
| Rebonds totaux             | 18               | Jazz de l'Utah                                 | 7 avril 2010     | 12       | Jazz de l'Utah          | 23 avril 2007 |
| Passes décisives           | 11               | Warriors de Golden State                       | 23 mars 2011     | 2        | 5 fois                  | 5 fois        |
| Interceptions              | 5                | 2 fois                                         | 2 fois           | 5        | @ Lakers de Los Angeles | 17 mai 2009   |
| Contres                    | 3                | 6 fois                                         | 6 fois           | 2        | 3 fois                  | 3 fois        |
| Balles perdues             | 5                | @ Hornets de La Nouvelle-Orléans/Oklahoma City | 5 novembre 2006  | 2        | 4 fois                  | 4 fois        |
| Minutes jouées             | 50               | Timberwolves du Minnesota                      | 13 janvier 2010  | 35       | Lakers de Los Angeles   | 10 mai 2009   |

- Double-double : 22 (dont 1 en playoffs)
- Triple-double : 1